# Межаковы
Межаковы — дворянский род.
Восходит к началу XVII в. и внесён в VI часть родословных книг Вологодской и Костромской губерний.

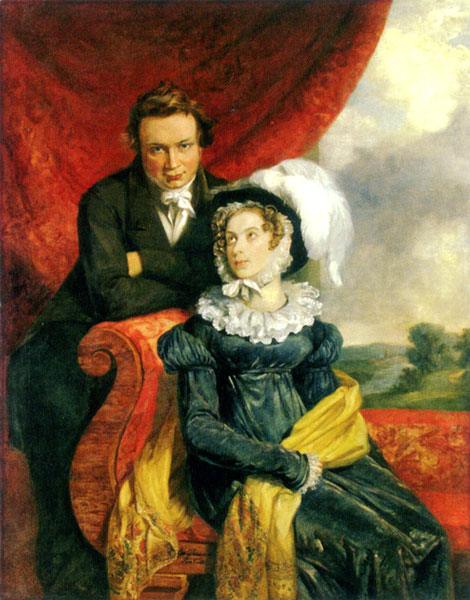
П. А. Межаков, с женой Ольгой Ивановной, урожд. Брянчаниновой (1794—1833)

Феофилакт (Филат) Васильевич Межаков — атаман Войска Донского за участие в освобождении Москвы от поляков (был одним из четырех казачьих атаманов, которые в решающий момент битвы за Москву 22 августа 1612 года бросились на помощь войску Минина и Пожарского) получил село Никольское. Отстраиваться усадьба начала лишь при Михаиле Фёдоровиче Межакове, который в 1761 году приехал в имение Никольское после окончания военной и гражданской службы. Его сын Александр Михайлович (1753—1809) пригласил для ведения строительных работ известных архитекторов. Следующий в этом роде, Павел Александрович Межаков (1788—1865), помещик, губернский предводитель дворянства в 1850—1856 гг.; был известен как поэт, автор нескольких поэтических сборников.

## Описание герба
Щит, разделенный надвое, имеет малую голубого цвета вершину с изображением на ней восьмиугольной золотой звезды, а нижнюю половину пространную, в которой в правом серебряном поле находится стоящий на земле лев, а в левом красном поле серебряная птица с распростертыми крыльями.
На щите дворянский коронованный шлем. Намёт на щите голубой и красный, подложенный золотом. (Гербовник, VI, 55).